# Guerre de la bière de Bamberg
La guerre de la bière de Bamberg (en allemand : Bamberger Bierkrieg) désigne un conflit sur la bière qui a lieu en 1907 dans la ville de Bamberg, dans l'Empire allemand.
L'Union des brasseries de Bamberg décide le 1er octobre 1907 d'augmenter le prix du demi-litre de bière (le Seidla) d'un pfennig, portant son coût de 11 à 12 pfennigs (ou de 10 à 11 pfennigs, selon d'autres sources). En outre, le petit verre de table dénommé Petit Heinz, coûtant 1 Pfennig, est voué à disparaître.
La population de Bamberg réagit à ces mesures drastiques, car la dernière augmentation du prix de la bière remonte à 1797. Les aubergistes Georg Weierich et Anton Mohr, sous la direction de Karl Panzer, comptable dans l'entreprise Kaliko à Bamberg, procèdent à un boycott : au lieu de vendre la bière de Bamberg, plus chère, ils proposent à la clientèle la bière de Forchheim, moins chère, qui se vend très bien à cette époque, contrairement à la bière de Bamberg, sans changement de prix.
Au bout d'une semaine, l'Union des brasseries de Bamberg constatant que le nombre de barriques livrées depuis Forchheim, ville toute proche, ne cesse d'augmenter, finit par céder le 7 octobre et en revient au prix initial. L'affaire entraîne la démission du président de l'Union.